# Carlos Cubillos
Carlos Jilberto Cubillos Díaz (* 26. Dezember 1929 in Santiago de Chile; † 22. September 2003 ebenda) war ein chilenischer Fußballspieler. Der Innenverteidiger absolvierte 15 Länderspiele für Chile.

## Vereinskarriere
Carlos Cubillos begann mit dem Fußballspielen im Club San Isidro im Stadtteil Matadero. 1941 kam der Abwehrspieler zum CSD Colo-Colo, bei dem er 1948 debütierte. Nach zwei Jahren bei den Albos wechselte Cubillos zu den Santiago Wanderers, bei denen er bis 1953 spielte. In seinem weiteren Karriereverlauf spielte er noch für Unión Española, Santiago Morning, CD San Luis de Quillota, Coquimbo Unido und beendete 1965 bei San Antonio Unido seine Karriere.

## Nationalmannschaft
Carlos Cubillos spielte mit der Jugendnationalmannschaft beim Sudamericano de la Juventud 1949. In der A-Nationalmannschaft debütierte der defensive Spieler im September 1954 bei der 2:4-Niederlage in der Copa del Pacífico 1954 gegen Peru. Beim Campeonato Sudamericano 1956 spielte Cubillos alle fünf Turnierspiele und holte mit La Roja die Vize-Südamerikameisterschaft. Besonders der 4:1-Erfolg im Auftaktspiel gegen Brasilien blieb in Erinnerung.
Im März 1957 wurde Cubillos für den Campeonato Sudamericano 1957 in Peru nominiert und absolvierte vier der sechs Turnierspiele für La Roja. Das Team von Trainer José Salerno beendete das Turnier mit einem Sieg, einem Unentschieden und vier Niederlagen auf dem vorletzten Platz. Während des Turniers wurde Cubillos ebenso wie Misael Escuti und Ramiro Cortés wegen Undiszipliniertheiten aus der Nationalmannschaft verbannt. Insgesamt absolvierte Cubillos 15 Länderspiele.

## Erfolge
Audax Italiano
- Chilenischer Meister: 1957